# デンマーク国防軍
デンマーク国防軍（デンマークこくぼうぐん、デンマーク語: Forsvaret）は、デンマーク王国の軍事組織。陸海空三軍（2009年時点で総員約29,500人）および郷土防衛隊約53,500人。
憲法上、国家元首たる国王を最高司令官とするも、実際には内閣/国防大臣の文民統制による指揮を受ける。その運用制度は厳しく、正当な理由なく議会の同意無しでは軍隊を動員することができない。陸海空三軍は国防大臣の下、国防軍司令官/国防軍司令部（デンマーク語: Forsvarskommandoen、略称：FKO）が指揮するが、他にFKOと同格のデンマーク郷土防衛隊がある。デンマーク郷土防衛隊は戦時のみ、FKO指揮下に入る。
また、デンマークには「総防衛」（デンマーク語: Totalforsvar）という概念がある。

## 目的と任務
デンマーク国防軍の目的と任務は法によって規定されているが、最新の法は2001年2月27日法第122号であり、同法は2001年3月1日から施行される。これは3つの目的と6つの任務で構成されている。
目的については紛争と戦争の防止、デンマークの主権維持、人権に関して世界の平和的開発の推進が定められている。任務については同盟戦略に従い北大西洋条約機構（NATO）への参加、デンマーク領内（グリーンランドとフェロー諸島を含む）であらゆる主権侵害の撃退、非NATO加盟国、特に中部と東部ヨーロッパ諸国との防衛協力、紛争防止における国際派遣、危機管理、人道、調停、平和維持の他、総防衛に参加し一般市民との協同およびこれらの任務を遂行するために常時戦力を維持することが求められている。
このため国際的活動に積極的で冷戦終結以降は湾岸戦争を皮切りに、近年はコソボ治安維持部隊、国際連合レバノン暫定駐留軍、第1常設NATO海洋グループのほかソマリア沖の海賊対策に四軍将兵を派遣している。
1988年以来デンマークの国防予算と安全保障政策は政府と与野党を含めた議会の過半数の支持の下で複数年度契約によって設定されている。最新の国防協定では全軍の再構築が指向され戦闘構造40%に対し支援構造60%の比率を、戦闘構造60%に増加させ支援構造を40%に転換させ即応能力を向上させるとしている。これにより、陸軍旅団は国外での継続的な短期派遣に対応できるよう2,000人の将兵を展開する能力を維持し、標準的義務徴兵制度は修正される。通常、これは短期徴集兵を意味し、兵役期間を延長すると選択した徴兵のみが即応部隊に参加することが認められる。
デンマークの国防予算は2006年度の政府支出の中でも5番目に大きい規模が与えられている。国防予算は全軍種と全部門が対象として配分される。予算の約95%は郷土防衛隊を含む国防軍の運用のために支出され、そのうち約14から21%が新型装備に、約2から約8%が大型艦艇のために、その他の装備や施設および計画に約24から約28%が調達に割り当てられている。残りは前年ごとに応じて賃貸料や保守整備費用、サービス費用および税の支払いに充てられている。残りの国防予算約5%については北大西洋条約機構分担金への特別支出、軍種分担支出、特別役務および民生土木工事費、海事安全管理費、国民救助準備および良心的兵役拒否者管理費に充てられる。2024年以降の5年間で国防費を60億ドル近く増額し、NATO目標値である対GDP比2%を達成すると見込まれている（2024年時点では1.4％）。
2012年7月の時点では徴兵制が施行されており、18歳から32歳までの男子が対象。女子は免除されている。兵役期間は4ヶ月となっている。但し、4ヶ月経過後に希望者は期間延長が可能（期間延長した場合、海外へ派兵される可能性がある）。なお、良心的兵役拒否が認められており、代替役務が制度化されている。デンマーク国籍の男子は、18歳になると徴兵検査に応じるように求める書類が届き、医師による健康診断と身体測定、筆記試験、面接を受け、不合格だと訓練免除、合格すると番号札を引いて若い番号順に訓練を受けることとなる。年度ごとに必要人員数というものがあるので、それ以上の番号を引いた人は訓練が免除になる。2024年3月に、徴兵期間を4か月から11か月に延長し、女性も徴兵対象とすることを発表した。

## 組織構成
国防軍は国民議会の同意のもと国防省が管理し、国防大臣の下に国防軍司令官が置かれ、国防軍司令部が実際の作戦運用を担当する。

### 陸軍
陸軍は冷戦終結後、徴兵に依存する割合を減らし、国際活動に重点を置く様になってきている。

### 海軍
海軍は2個戦隊編制であり、2つの海軍基地を主軸に沿岸防衛の他、海上交通の監視や海洋汚染の予防および捜索救難を国内向け任務とし、冷戦終結以降、湾岸戦争を始めにソマリア沖の海賊対策など国際的な活動にも積極的に参加している。

### 空軍
空軍は第二次世界大戦後の1950年に陸海軍から独立した。2000年代に運用している戦闘機はF-16戦闘機一機種のみで、2011年からは海軍航空隊の艦載機部隊が移管され海空軍機は統合運用されるようになっている。

### 郷土防衛隊
郷土防衛隊は18歳以上の志願者で構成される郷土防衛隊的組織で三軍補助組織とインフラ維持の部隊が編成されており、災害対策任務も負っている。